# بارت سيرز
بارت سيرز (بالإنجليزية: Bart Sears)‏ هو فنان قصص مصورة أمريكي، ولد في 17 ديسمبر 1963 في إيثاكا في اليونان.